# ITunes Session (minialbum Gorillaz)
iTunes Session – koncertowy minialbum brytyjskiego wirtualnego zespołu Gorillaz, który został wydany wyłącznie za pośrednictwem iTunes 22 października 2010 roku.

## Lista utworów
1. „Clint Eastwood” (gościnnie Del the Funky Homosapien) – 4:32
2. „Dirty Harry” (gościnnie Bootie Brown) – 3:48
3. „Feel Good Inc.” (gościnnie De La Soul) – 3:37
4. „Kids With Guns” – 3:47
5. „Stylo” (gościnnie Bobby Womack oraz Mos Def) – 4:30
6. „Glitter Freeze” (gościnnie Mark E. Smith) – 4:03
7. „On Melancholy Hill” – 3:53
8. „Rhinestone Eyes” – 3:22
9. „ITunes Interviev” – 37:36

## Rankingi
| Ranking (2010)           | Pozycja |
| ------------------------ | ------- |
| Billboard 200            | 154     |
| Billboard Digital Albums | 25      |